# Giuseppe Mazzini
 Giuseppe Mazzini (n. 22 iunie 1805, Genova, Primul Imperiu Francez – d. 10 martie 1872, Pisa, Toscana, Italia) a fost un jurist, democrat și luptător italian în mișcarea „Risorgimento” (în traducere „Renașterea Italiei”) (1815-1870).

## Biografie
Țelul activității lui Mazzini era independența și unirea Italiei, care era pe atunci fragmentată în Regatul Neapolelui și Regatul Siciliei, care aparținea bourbonilor și spaniolilor, provincia Veneției și Lombardiei ce aparținea Austriei, regiunile ce aparțineau de Statul Papal sau provinciile independente ale Piemontului și Sardiniei. Mazzini căuta unirea acestor ținuturi într-o republică, lucru care se putea realiza numai printr-o revoluție, cu participarea maselor populare. În primăvara anului 1827, după terminarea studiilor sale juridice la universitatea din Genova, el a devenit membru în mișcarea revoluționară secretă „Carbonari” (a Cărbunarilor). După un an, a publicat un articol, un adevărat apel patriotic, în ziarul „Indicatore Genovese“, ziar care a devenit în scurt timp un cotidian al mișcării naționale de eliberare italiene, fiind interzis în anul 1829. Curând a fost înființat un alt cotidian, „Indicatore Livornese“, care publică concepția despre formarea unei republici italiene. În noiembrie 1830 Mazzini a fost denunțat de unul dintre membrii mișcării, motiv pentru care a fost arestat timp de 3 luni în fortăreața din Savona.

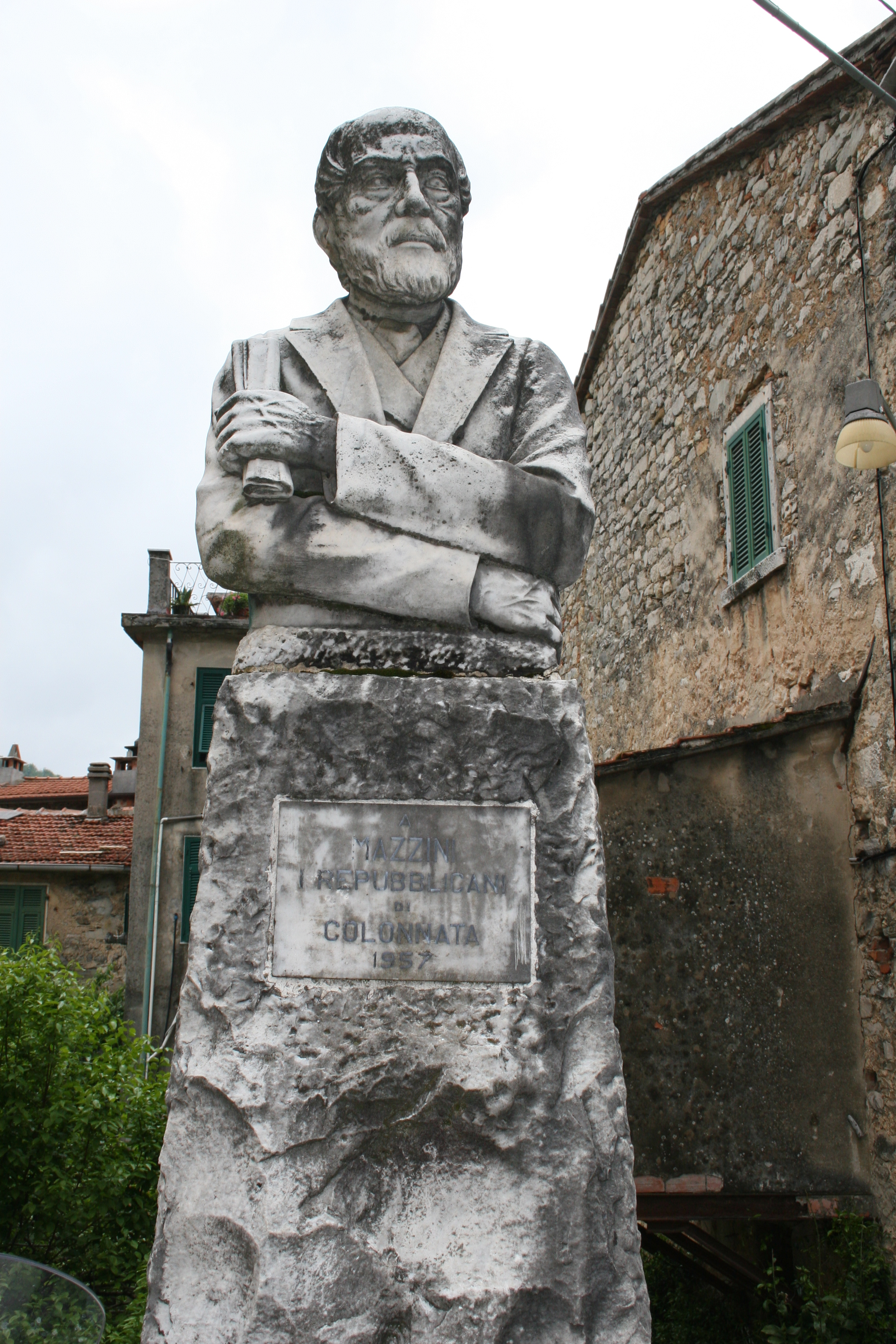
Monumentul lui Mazzini în Colonnata (Carrara)

După eliberare din detenție, a părăsit Italia, trăind în exil în Geneva și Savoia, de unde a coordonat mai departe mișcarea revoluționară. A fost condamnat la moarte, în contumacie, în Sardinia. Mazzini și-a continuat activitatea revoluționară, trăind în Lyon și Marseille, unde a inițiat, în anul 1831, mișcarea „Giovane Italia” (Tânăra Italie). În ziarul care purta același nume a solicitat ridicarea revoluționară a maselor populare, rugându-l în același timp pe regele Carol Albert de Sardinia și Piemont să participe la lupta pentru eliberarea Italiei. În 1830, revoluționarul italian Giuseppe Garibaldi s-a alăturat mișcării. La 15 aprilie 1834 au fost inițiate în Berna mișcările revoluționare „Tânăra Germanie” și „Tânăra Polonie” având ca motto „libertate - egalitate - umanitate”, mișcări care s-au unit sub numele „Tânăra Europă” sau „Noua Europă”, cu aspirația comună spre o Europă fără monarhi. La 26 aprilie 1835 Mazzini a găsit refugiu la familia Girard, în Grenchen (Elveția), iar în 1837 a ajuns în Londra, continuând activitatea sa de agitator al maselor. Revoluția din 1848/49, organizată în mare parte de Mazzini, a eșuat în Milano, dar el a continuat coordonarea mișcării revoluționare în Roma, unde ministrul papal Pellegrino Rossi a fost omorât de revoluționari, cea ce l-a determinat pe Papa Pius al IX-lea să se refugieze în noiembrie 1848 la Gaeta. La 9 februarie 1849 Mazzini a declarat statul papal „Republică Romană”, dar la data de 3 iulie 1849 revoluția a fost înăbușită în mod sângeros, cu ajutorul trupelor franceze. Mazzini a plecat din nou în exil în Londra. De aici a căutat să sprijine mișcările revoluționare din alte țări europene, întemeind, împreună cu Lajos Kossuth, Ledru-Rollin și Arnold Ruge așa-numitul „Comitato europeo”, care avea ca țel formarea unei republici europene.

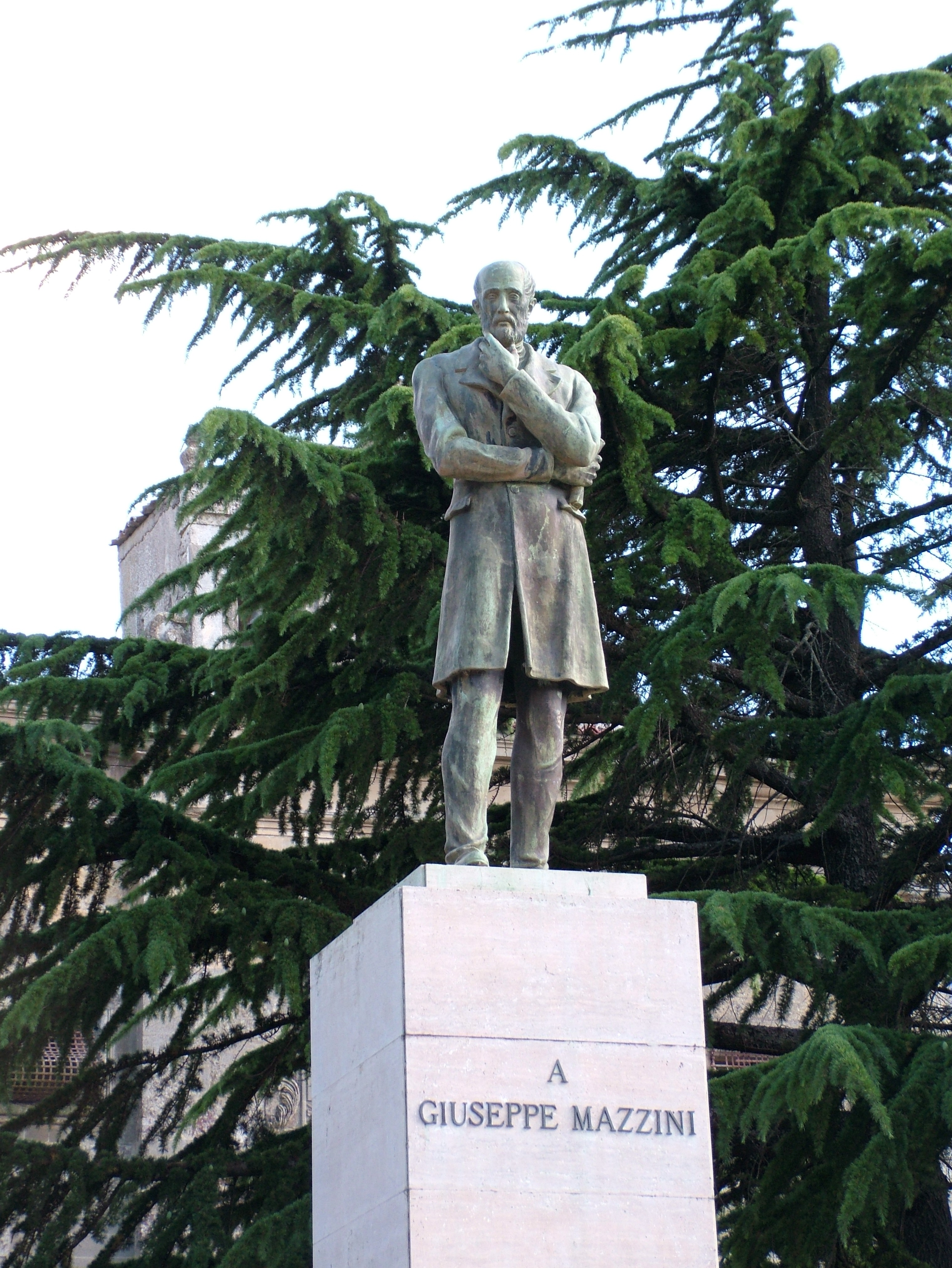
Monumentul lui Mazzini în Enna (Sicilia)

În 1860 Mazzini a sprijinit expediția lui Garibaldi de eliberarea a Siciliei, însă a dezaprobat unirea Italiei din 1859, sub conducerea primului ministru Camillo Cavour, care colabora cu casa regală din Piemont. În anul 1870, Mazzini s-a reîntors nemulțumit la Pisa.
Cu toate că n-a reușit o democratizare după concepția sa, activitatea lui Mazzini a contribuit la slăbirea monarhiilor, la creșterea rolului cetățenilor liberi în societate și, în final, la unirea națională a Italiei.